# Furcula obscurefasciata
Furcula obscurefasciata är en fjärilsart som beskrevs av Klemensiewicz. 1912. Furcula obscurefasciata ingår i släktet Furcula och familjen tandspinnare. Inga underarter finns listade i Catalogue of Life.